# Ellis Wynne
Ellis Wynne (Llasynys Fawr, 7 marzo 1671 – 13 luglio 1734) è stato un presbitero e scrittore gallese.

## Biografia

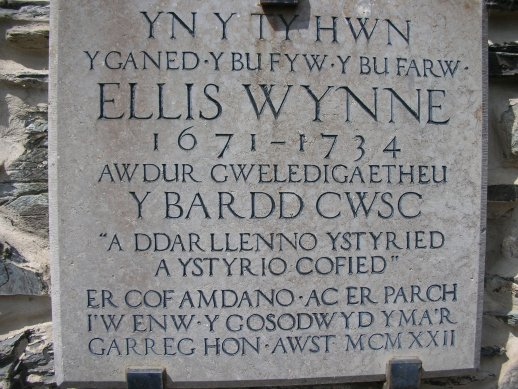
Lapide commemorativa di Ellis Wynne su un muro di Lasynys fawr, posta nel 1922

Ellis Wynne nacque in un'importante casa colonica denominata "Y Lasynis", o "Y Lasynis fawr", ("L'isola verde" o "La grande isola verde"), situata tra Talsarnau e Harlech, nella contea del Merionethshire (oggi Gwynedd); figlio di Edward Wynne originario del palazzo di "Glyn Cywarch", non lontano da Lasynys. Era una famiglia di casato nobile relazionata ad una famiglia di Brogyntyn, nei pressi di Oswestry. Per via del nonno Elis Wyn, il futuro scrittore era parente di John Jones di Maesygarnedd, uno degli uomini che firmarono il mandato di esecuzione del re Carlo I d'Inghilterra. Al contrario del suo parente, Ellis Winne fu un convinto monarchico. 
I dettagli sulla sua carriera scolastica sono incerti, ma sembra avesse frequentato la "Grammar School" di Shrewsbury. Una poesia da lui scritta in latino indica anche una relazione con la "Grammar School" di Beaumaris. Diede ottimi risultati nello studio, quindi fu ammesso al Jesus College di Oxford il 1 marzo 1692. Sembra che ad Oxford avesse conosciuto l'erudito Edward Lhuyd. È discusso se avesse conseguito o meno la laurea, ma non abbiamo prove né di una cosa né dell'altra. La tradizione ha tramandato che avesse cominciato a studiare giurisprudenza prima di venire convinto a prendere i voti sacerdotali dall'amico Humphrey Humphreys, vescovo di Bangor e in seguito di Hereford.
Wynne si sposò per la prima volta nella chiesa di Llanfihangel-y-Traethau nel 1698 con Lowri Wynne di Foel-y-glo nel Merionethshire. Fu ordinato sacerdote della Chiesa d'Inghilterra nella cattedrale di Bangor nel dicembre del 1704. Nel corso della sua vita fu parroco di Llanbedr e Llandanwg nel 1705, e in seguito curato a Llanfair, nei pressi di Harlech, nel 1710. Si sposò per la seconda volta nel 1711 con Lowri Lloyd di Hafod Lwyfog, nei pressi di Aberglaslyn; e ritornò a vivere nella casa natale di Lasynys fawr dove rimase fino alla morte. Fu sepolto sotto l'altare della chiesa di Llanfair.
Sappiamo poco dell'ultima parte della sua vita, come del resto della sua infanzia e adolescenza. Soprattutto non sappiamo niente di cosa fu di lui dopo la pubblicazione delle Gweledigaethau.

## Opere

### Opere minori

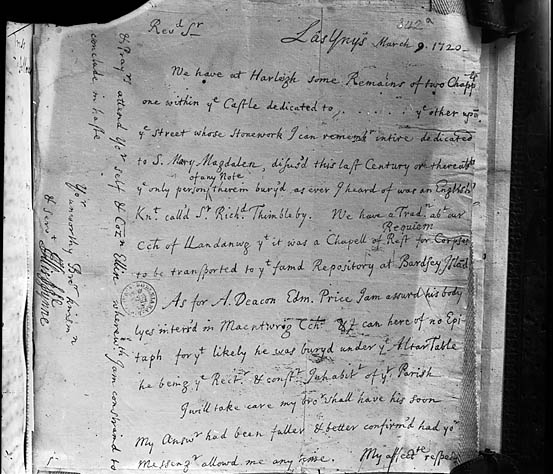
Lettera manoscritta di Ellis Wynne (1720)

Le più importanti traduzioni eseguite da Wynne furono la Rheol Buchedd Sanctaidd (Regola per una vita santa) del 1701, traduzione dell'opera The Rules and Exercises of Holy Living (1650) dell'inglese Jeremy Taylor; ed il Llyfr Gweddi Gyffredin del 1710, traduzione del Libro delle preghiere comuni, ovvero il messale anglicano.
L'autore fu anche un appassionato collezionista e trascrittore di antichi manoscritti gallesi. Uno dei più noti contiene un buon numero di poesie profetiche, incluse alcune ascritte al poeta Rhys Fardd (fl. 1460-80), detto anche "Bardd Bach" (Il piccolo bardo) o "Bardd Cwsg" (Il bardo addormentato), che fornirono in parte l'ispirazione per le Gweledigaethau.
Wynne non scrisse un gran numero di poesie. Ma la sua poesia Gadel Tir, presente alla fine della seconda parte delle Gweledigaethau, è un piccolo classico che si è assicurato un posto in moltissime antologie gallesi, e verso la quale i poeti Siôn Rhydderch e Robert Humphrey scrissero delle "cywyddau" (poesie in metrica molto rigorosa) in sua lode. 
L'autore compose invece un buon numero di inni religiosi. Il più famoso è quello che inizia con il verso Myfi yw'r Adgyfodiad Mawr (Sono io la grande resurrezione).

### Gweledigaethau y Bardd Cwsc

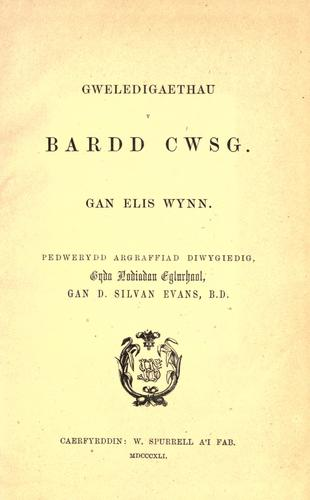
Gweledigaethau y Bardd Cwsc, edizione del 1842

Sebbene Wynne fosse uno stimato sacerdote, un traduttore in e dal gallese, e un autore di inni sacri, egli è oggi ricordato, forse ingiustamente, quasi solo per il suo capolavoro in prosa Gweledigaethau y Bardd Cwsc (Visioni del bardo addormentato), pubblicato per la prima volta a Londra nel 1703; e tuttora considerato un classico della letteratura gallese di tutti i tempi, continuamente ristampato e argomento di molte opere di critica letteraria. 
Si basa in parte sulle traduzioni inglesi di Roger L'Estrange e John Stevens dell'opera Sueños y Discursos (Sogni e discorsi) (1627), dello scrittore spagnolo Don Francisco de Quevedo (1580-1645).
È divisa in tre parti, che corrispondono alle tre visioni che avvengono al poeta: la prima riguarda l'andamento del mondo (Gweledigaeth Cwrs y Byd), la seconda la morte (Gweledigaeth Angeu yn Ei Frenhinllis Isa) e la terza l'inferno (Gweledigaeth Uffern). L'autore viene accompagnato da un angelo sulla Terra e all'inferno; e dal "Maestro addormentato nel più basso basilico" alla morte. Viene descritto il viaggio del peccatore da questo mondo, attraverso la morte, all'inferno. Le Gweledigaethau costituiscono un libro burlesco, scritto in un gallese naturale e preciso, che indica il punto di vista di un monarchico ed ecclesiastico sulle condizioni del Paese nella sua epoca. Insieme ad esaurienti descrizioni immaginarie dell'inferno a ad una caustica satira, sono presenti per contro parti di affascinante poesia, specialmente la famosa apertura che descrive la campagna intorno ad Harlech attraverso il binocolo dell'autore. 
L'opera dimostra la padronanza dell'autore sia del gallese classico che di quello parlato dell'epoca nella sua forma più tagliente. Si dice comunemente che non esista un esempio migliore di puro gallese idiomatico, nemmeno tra gli altri autori che operarono prima che gli scrittori gallesi venissero influenzati dallo stile letterario e dal metodo di composizione inglese.
Nell'opera è presente la visione della "Corte della morte", e del resto nella pagina del titolo si leggono le parole "Y Rhann Gyntaf" (La prima parte); per cui è possibile che Wynne avesse ideato un secondo volume sulla "Corte del paradiso" successiva a quella della morte. Una tradizione tramanda che l'autore avesse effettivamente scritto questa seconda parte, questa "Visione del paradiso"; ma che dopo essere stato accusato di plagio per la prima parte avesse distrutto il manoscritto. Queste accuse di plagio non furono mai dimostrate, e oggi sono considerate false.

## Edizioni successive
Sono state pubblicate molte edizioni delle Gweledigaethau, ad es. da D. Silvan Evans (Carmarthen 1842, 1865) e Sir Morris-Jones (Bangor, 1898). Le più recenti sono:
- Aneirin Lewis (a cura di), Gweledigaethau y Bardd Cwsc, Cardiff, University of Wales Press, 1960
- Patrick J. Donovan e Gwyn Thomas (a cura di), Gweledigaethau y Bardd Cwsg, 1998

Fu pubblicata una ristampa della Rheol Buchedd Sanctaidd da "University of Wales Press" nel 1928.
Un'edizione facilmente reperibile della poesia Gadel Tir è inserita nel volume Blodeugerdd Rhydychen o Farddoniaeth Gymraeg/The Oxford Anthology of Welsh Poetry (a cura di Thomas Parry) pubblicato da "Oxford University Press".